# Alessandro Fusacchia
Alessandro Fusacchia (Rieti, 2 marzo 1978) è un politico italiano.

## Biografia
Nato a Rieti, ma vive a Roma; è sposato ed ha una figlia e un figlio.
A 19 anni, terminato il liceo, si è trasferito a Gorizia dove si è laureato in scienze diplomatiche ed internazionali presso l'Università degli Studi di Trieste. In seguito ha vissuto a Parigi, Ginevra, Bruges, Bruxelles per poi tornare a Roma, città in cui vive tutt'oggi. Nel 2009 consegue il dottorato di ricerca all’Istituto universitario europeo, Firenze, discutendo una tesi sulla selezione, nomina e mobilità degli alti funzionari della Commissione europea.
Dal 2007 al 2008 è stato un ghostwriter per Emma Bonino, durante il suo mandato da Ministro del Commercio Internazionale e per le politiche europee.
Dal 2010 al 2012 a Bruxelles, presso il Consiglio dei Ministri dell’Unione europea, ha coadiuvato i ministri delle finanze ungherese, polacco e danese negli incontri ministeriali del G20.
Dal 2013 al 2014 è stato consigliere per la diplomazia economica del Ministro degli Affari esteri Emma Bonino, mentre dal 2014 al 2016 è stato capo di gabinetto del Ministro dell'istruzione, dell'università e della ricerca Stefania Giannini.
È stato membro fondatore e fino al 2012 presidente dell'associazione civica RENA, mentre nel 2015 è stato promotore dell'associazione Next Rieti, impegnata nel processo di bonifica e riqualificazione dell'area ex SNIA Viscosa di Rieti.
Dal 2017 a luglio 2020 Fusacchia ha ricoperto il ruolo di cofondatore e segretario di Movimenta, associazione politica nata a maggio 2017, aderendo ai Radicali Italiani e facendo parte di +Europa, da cui poi si è distaccata.

### Elezione a deputato
Alle elezioni politiche del 2018 Fusacchia viene eletto alla Camera dei deputati, tra le liste di +Europa nella circoscrizione Estero / Europa, con 3.500 voti.
In seguito alla nascita del governo Conte II, dove +Europa, su impulso della Bonino, si colloca alla sua opposizione, il 12 ottobre 2019 lascia il partito contrario alla sua linea, entrando nella sua maggioranza.
Nel corso della XVIII legislatura della Repubblica è stato vicepresidente del gruppo misto della Camera, per la componente "Centro Democratico-Italiani in Europa", membro della Commissione 7ª Cultura, scienza e istruzione, e nel 2019 ha promosso la costituzione di un intergruppo parlamentare sull'Intelligenza Artificiale.
A marzo 2021 Fusacchia annuncia la sua adesione alla nuova componente ecologista nel gruppo misto denominata "Facciamo ECO-Federazione dei Verdi", facente riferimento a Green Italia, insieme ai deputati Rossella Muroni e Lorenzo Fioramonti. A seguito dello scioglimento della componente e della frattura con Europa Verde a fine luglio 2021, i tre deputati entrano a far parte della componente MAIE-PSI che assume la denominazione MAIE-PSI-Facciamo Eco, dal 1º agosto 2021; Fusacchia risulta inoltre parte del Comitato dei 100 di Green Italia, l'organo che definisce la linea scientifica del partito.